# Cheryl Gibson
Cheryl Ann Gibson, född 28 juli 1959 i Edmonton, är en kanadensisk före detta simmare.
Gibson blev olympisk silvermedaljör på 400 meter medley vid sommarspelen 1976 i Montréal.